# Morne Watt
Morne Watt is een 1.224 meter hoge actieve stratovulkaan op het eiland Dominica. Het bevindt zich in het zuidoosten van het eiland, en ongeveer 9 km ten oosten van de hoofdstad Roseau. Het is de meest actieve vulkaan van het eiland, en was in 1997 voor het laatst uitgebarsten. De Boiling Lake, een kokend meer, en de Valley of Desolation, een vallei met fumaroles en hete rivieren, bevinden zich op de flank en worden door de vulkaan veroorzaakt.

## Overzicht
Het eiland Dominica heeft negen actieve vulkanen. De hoogste vulkaan is Morne Diablotins, maar Morne Watt is de meest actieve vulkaan. De vulkaan is vernoemd naar Edmund Watt die in 1870 de Boiling Lake ontdekte.
In 640 ± 150 n.Chr was er een grote uitbarsting waarbij waarschijnlijk de Boiling Lake werd gevormd. In 1880 en 1997 waren er kleine uitbarstingen waarbij vulkaanas in de Valley of Desolation werd gedeponeerd. Morne Watt vormt samen met Morne aux Diables en Morne Plat Pays de vulkaanketen Morne Trois Pitons. De vulkaanketen is onderdeel van het Nationaal park Morne Trois Pitons, en sinds 1997 een UNESCO werelderfgoedlokatie.
Door wetenschappers wordt Morne Watt beschouwd als de gevaarlijkste vulkaan van het eiland waarbij de kans op een grote uitbarsting in de komende 100 jaar groot is. Ook ligt de hoofdstad Roseau en veel infrastructuur in de buurt van de vulkaan.

## Galerij

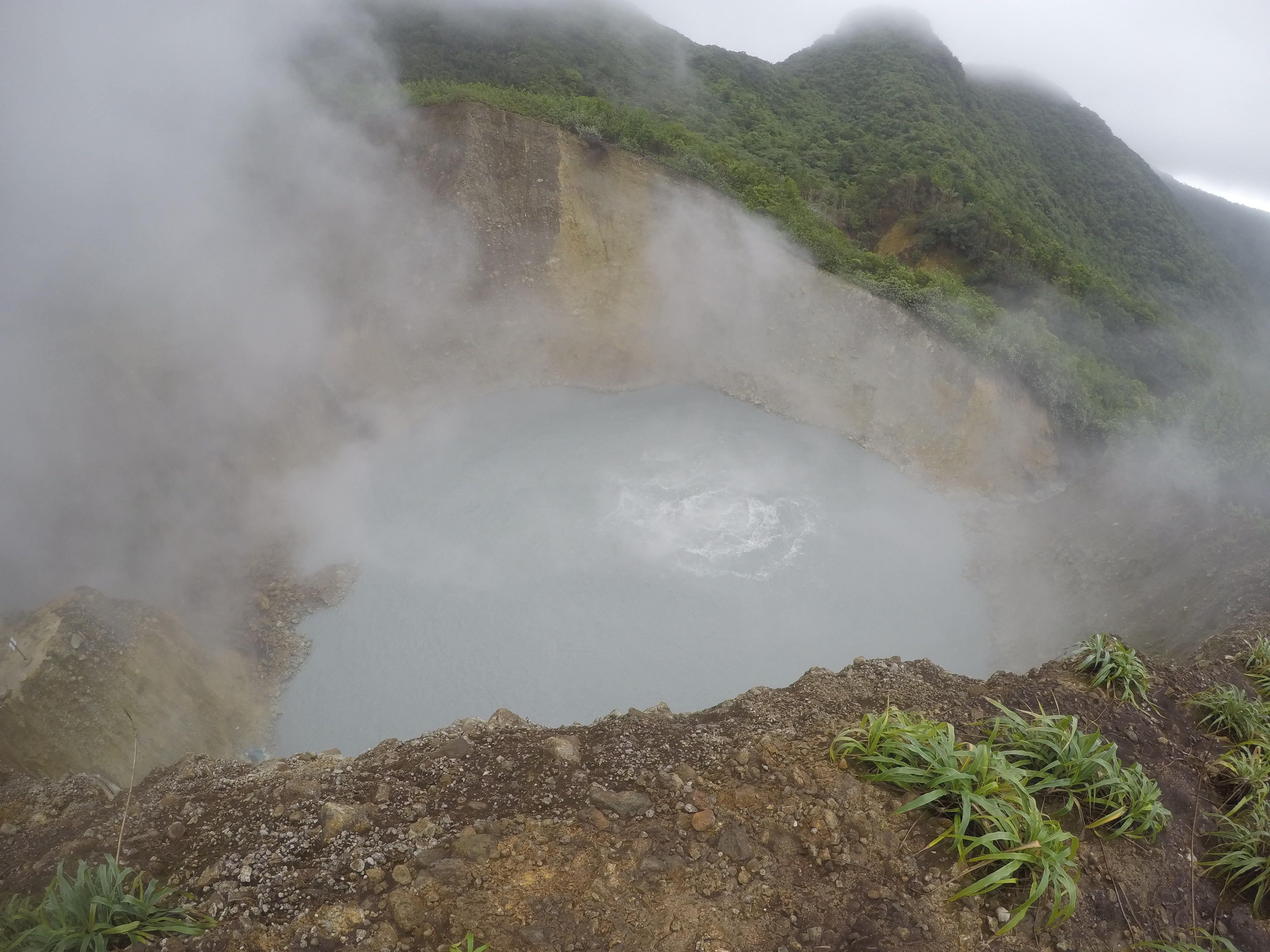
Boiling Lake
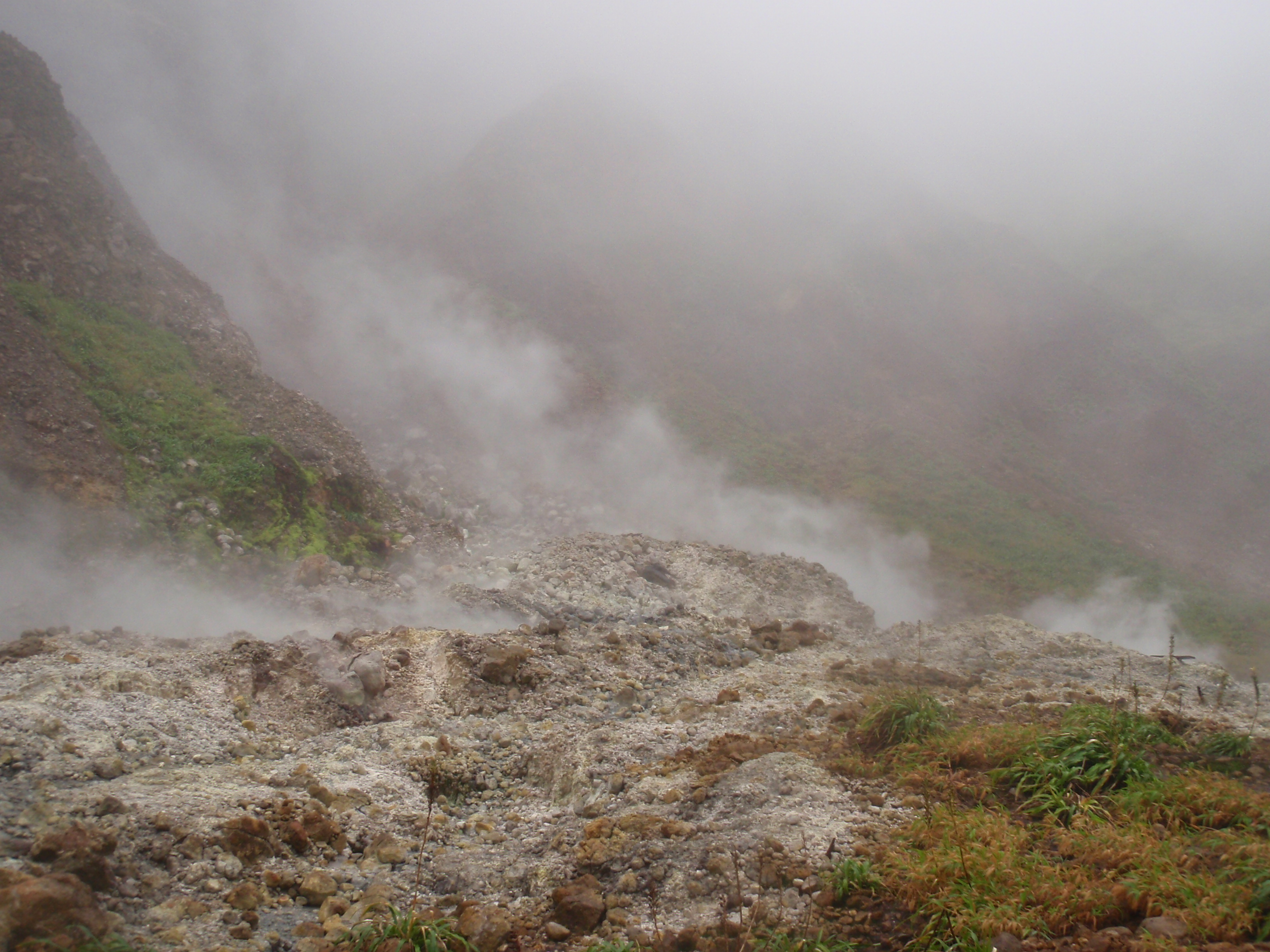
Valley of Desolation
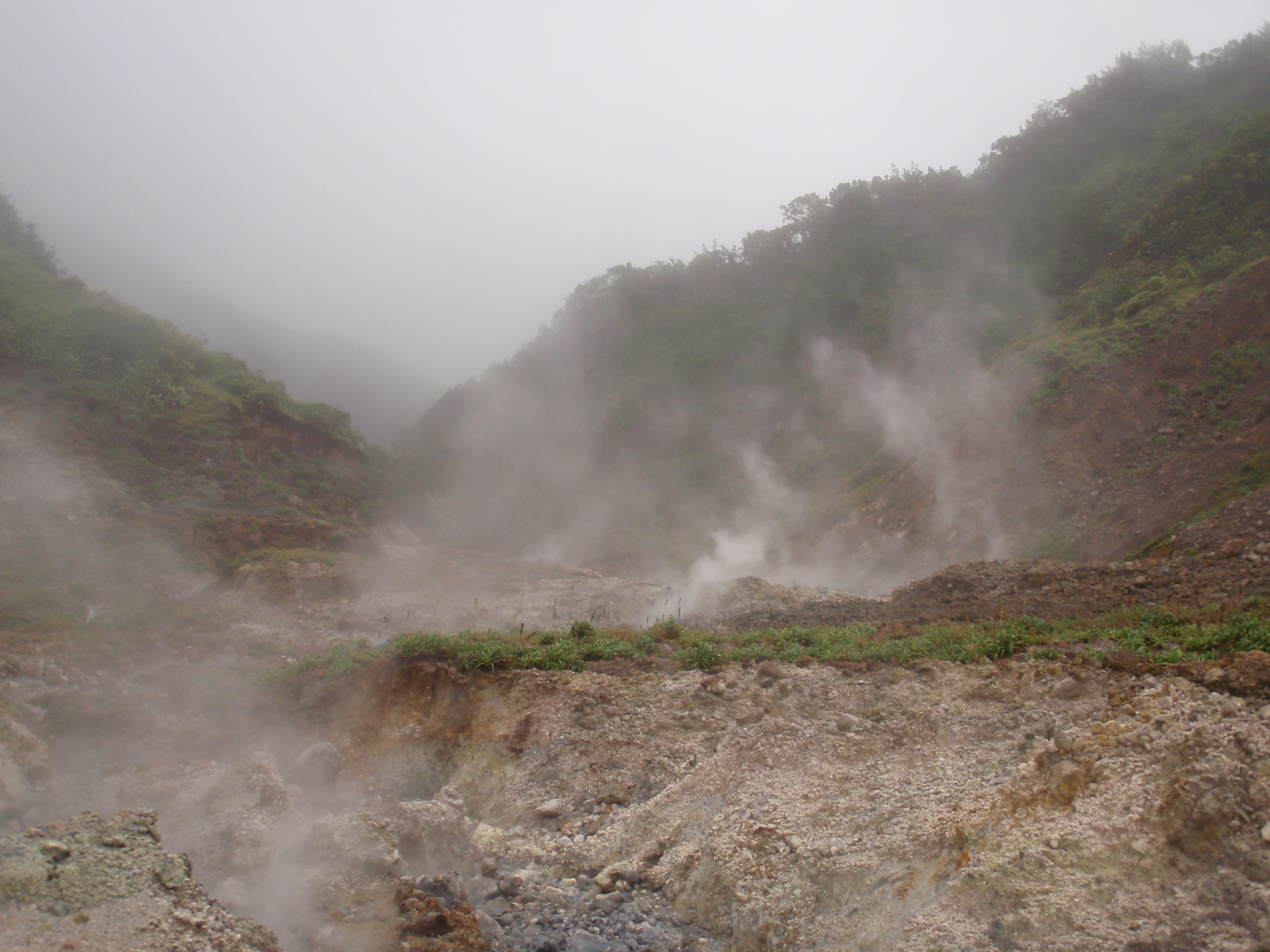
Fumaroles in de Valley of Desolation
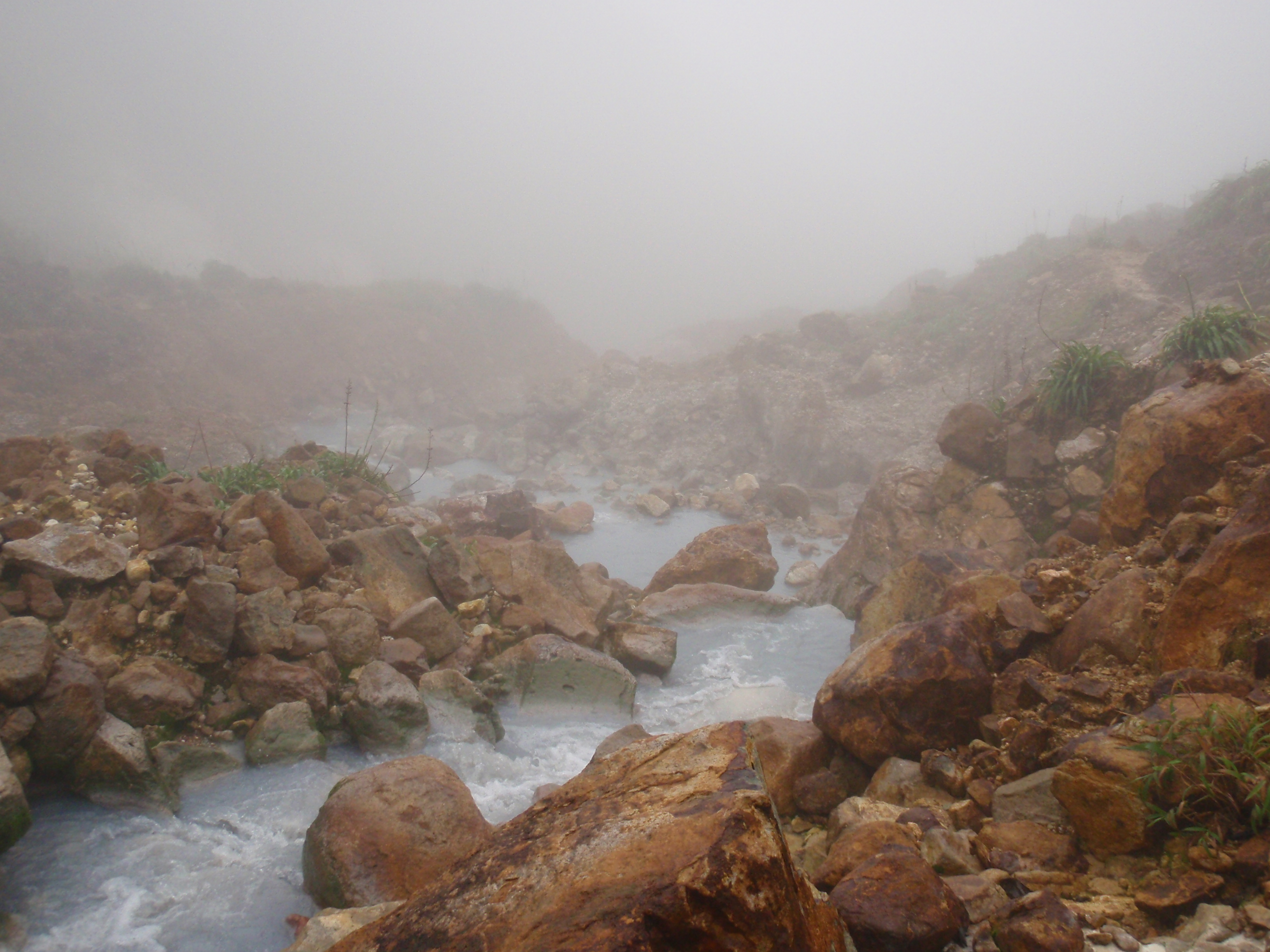
Hete rivier